# Isla Sicuya
La isla Sicuya, a veces escrito isla Sikuya, es una isla de Bolivia, situada en el lago Titicaca. Administrativamente pertenece al municipio de Taraco de la provincia de Ingavi en el departamento de La Paz. La isla Pariti está ubicada en la parte del lago de Wiñaymarca, que es la parte sur del Titicaca. Se encuentra a 3,3 km al suroeste de la isla Pariti y a 4,8 km al sur de la Isla Intxa. Tiene una población de 237 habitantes (al año 2015), que habita en la comunidad homónima, y que cuenta con una red de agua potable y saneamiento.
El acceso hasta la isla Sicuya se hace a través del servicio de transporte lacustre que interconecta además con las diferentes islas y algunos centros poblados lacustres. La producción agrícola de la isla incluye sembradíos de papa, quinua, trigo, avena y cebada.
Según antiguos comunarios, el origen de la comunidad originaria isla Sikuya se remonta a una familia expulsada de la comunidad de Ch’uxasivi (Chojasivi), perteneciente a la provincia de Los Andes, que fue la primera en habitar la isla.